# Amasis (alfarero)

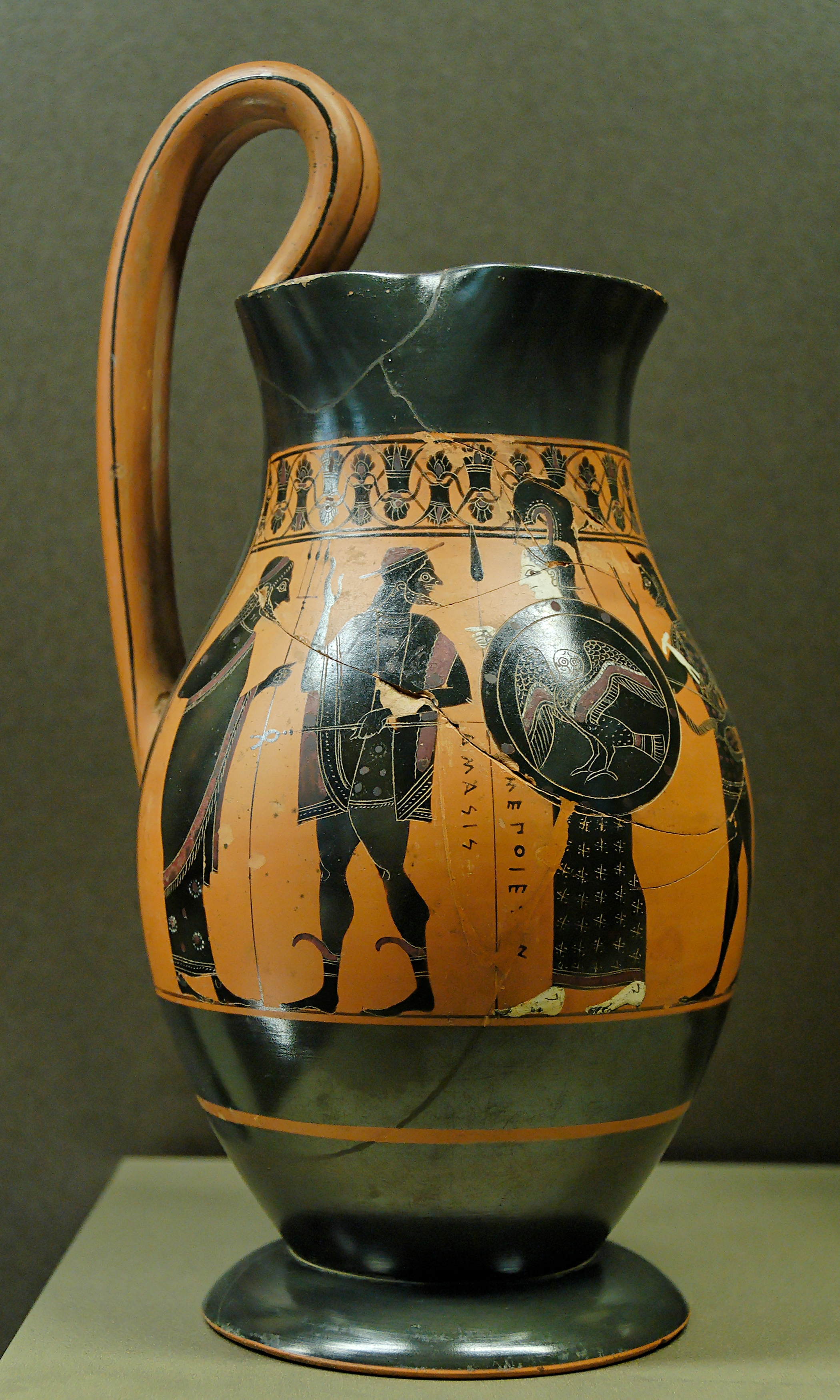
Olpe de Amasis, París, Louvre F 30.

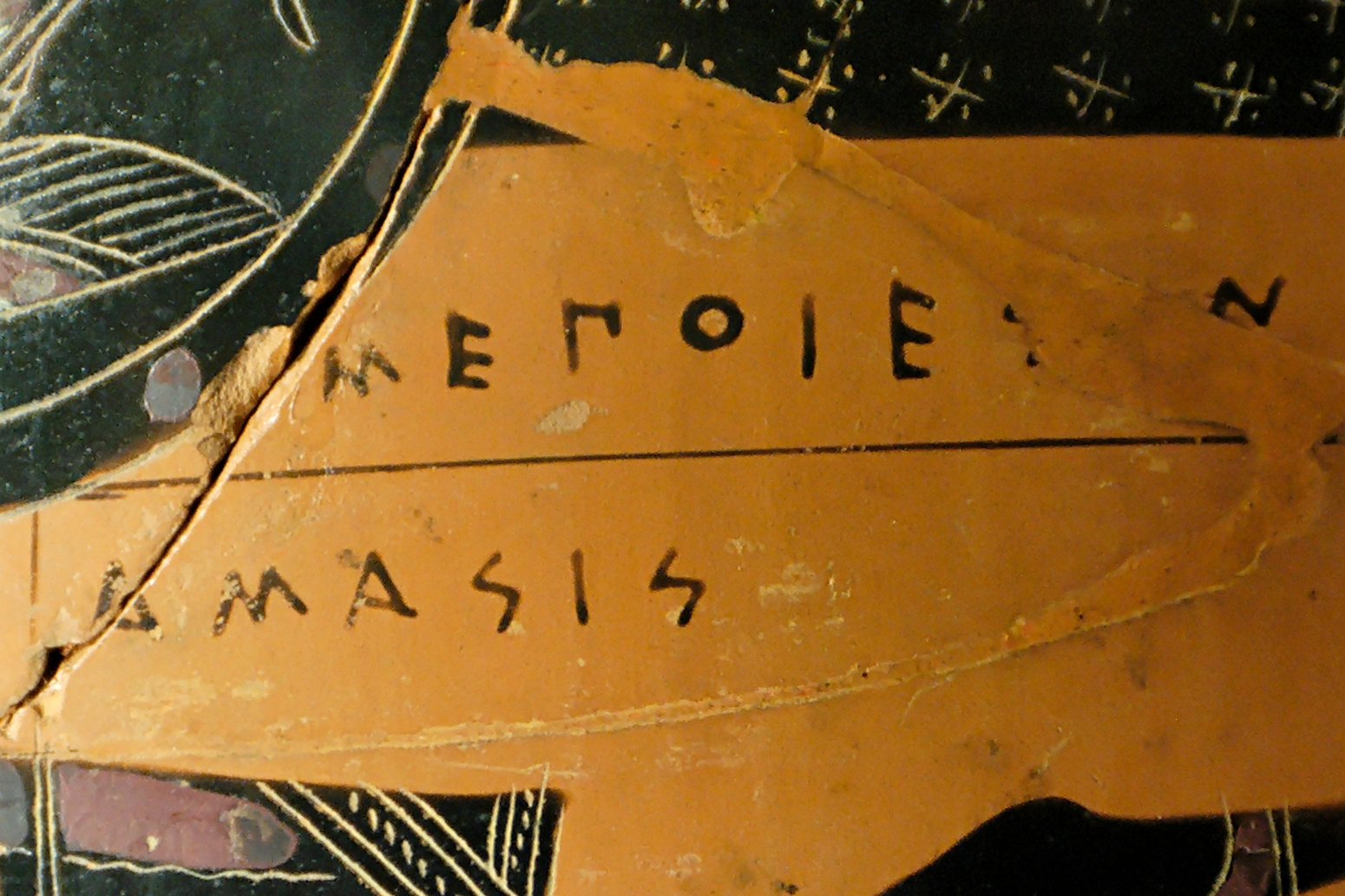
Firma de Amasis en un olpe, 550-530 a. C., París, Louvre F 30.

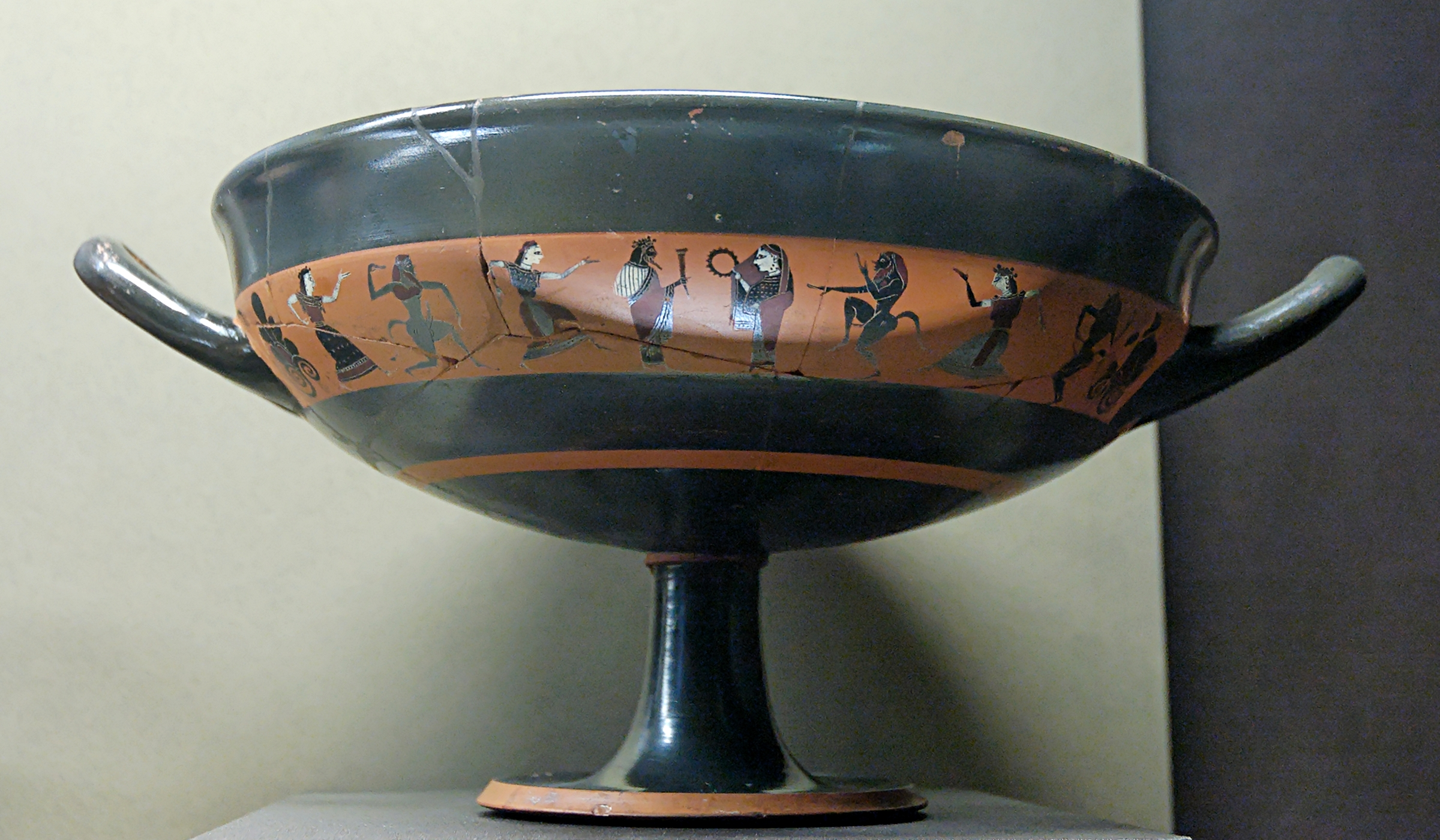
Copa pintada por el Pintor de Amasis y hecha por Amasis, 550-540 a. C., París, Louvre F 75.

Amasis fue un alfarero griego que trabajó en Atenas entre el 560/550 y el 530/520 a. C.
En el taller de cerámica de Amasis también trabajó un famoso pintor, que se llama Pintor de Amasis en honor al alfarero y es conocido como uno de los mejores pintores de vasos arcaicos. Sus obras son en su mayoría de figuras negras, más tarde también de figuras rojas. Él y Exequias también crearon las primeras ánforas en las que hay una imagen narrativa en ambos lados.

## Obras bien conocidas
- Ánfora: Sátiro en la vendimia (Würzburg, Antikensammlung des Martin von Wagner Museums).
- Dioniso con cántaros y jóvenes con liebres y zorros cazados (Múnich, Staatliche Antikensammlungen).